# Laurie Berthon
Laurie Berthon (Lione, 26 agosto 1991) è un'ex pistard francese. 
Nel 2016 ha vinto la medaglia d'argento ai Mondiali di Londra nell'omnium, terminando la prova dietro alla britannica Laura Kenny.

## Palmarès

### Pista
- 2009 (Juniores)

Campionati europei, Velocità a squadre Junior (con Olivia Montauban)
- 2012

Campionati francesi, Scratch
Campionati francesi, Corsa a punti
Campionati francesi, Velocità a squadre (con Sophie Creux)
- 2013

Campionati francesi, Omnium
Campionati francesi, Scratch
Fenioux Trophy, Scratch (Fenioux)
- 2014

Classifica generale Coppa del mondo 2013-2014, Omnium
South East Asian GP #1, Omnium (Kuala Lumpur)
South East Asian GP #2, Corsa a punti (Kuala Lumpur)
South East Asian GP #3, Omnium (Kuala Lumpur)
Fenioux Trophy, Scratch (Fenioux)
Track Cycling Challenge, Scratch (Grenchen)
Campionati francesi, Omnium
- 2015

Fenioux Trophy, Omnium (Fenioux)
Open des Nations sur Piste de Roubaix, Omnium (Roubaix)
Campionati francesi, Omnium
Troféu Internacional de Anadia, Omnium (Anadia)
- 2016

Troféu Internacional de Anadia, Scratch (Anadia)
- 2017

Campionati francesi, Americana (con Marion Borras)
- 2018

Campionati francesi, Inseguimento a squadre (con Marion Borras, Valentine Fortin e Clara Copponi)
Campionati francesi, Americana (con Clara Copponi)

## Piazzamenti

### Competizioni mondiali
- Campionati del mondo su pista

Città del Capo 2008 - Scratch Junior: 8ª
Città del Capo 2008 - Keirin Junior: 11ª
Città del Capo 2008 - Velocità Junior: 6ª
Mosca 2009 - Velocità Junior: 9ª
Mosca 2009 - Keirin Junior: 5ª
Minsk 2013 - Scratch: 4ª
Minsk 2013 - Omnium: 11ª
Cali 2014 - Scratch: 5ª
Cali 2014 - Omnium: 7ª
Saint-Quentin-en-Yvelines 2015 - Omnium: 14ª
Londra 2016 - Omnium: 2ª
Hong Kong 2017 - Inseguimento a squadre: 7ª
Hong Kong 2017 - Americana: 6ª
Apeldoorn 2018 - Inseguimento a squadre: 7ª
Apeldoorn 2018 - Omnium: 13ª
Apeldoorn 2018 - Americana: 7ª
Pruszków 2019 - Scratch: 4ª
Pruszków 2019 - Omnium: 13ª
- Giochi olimpici

Rio de Janeiro 2016 - Omnium: 10ª

### Competizioni europee
- Campionati europei su pista

Pruszków 2008 - Velocità Junior: 7ª
Pruszków 2008 - Scratch Junior: 6ª
Minsk 2009 - Velocità Junior: 2ª
Minsk 2009 - Keirin Junior: 4ª
Minsk 2009 - Velocità a squadre Junior: vincitrice
Anadia 2012 - Scratch Under-23: 2ª
Anadia 2012 - Omnium Under-23: 2ª
Panevėžys 2012 - Omnium: 5ª
Anadia 2013 - Scratch Under-23: 2ª
Anadia 2013 - Omnium Under-23: 2ª
Apeldoorn 2013 - Corsa a punti: 11ª
Apeldoorn 2013 - Omnium: 4ª
Baie-Mahault 2014 - Scratch: 2ª
Baie-Mahault 2014 - Omnium: 8ª
Grenchen 2015 - Omnium: 4ª
Saint-Quentin-en-Yvelines 2016 - Corsa a eliminazione: 3ª
Saint-Quentin-en-Yvelines 2016 - Scratch: 6ª
Saint-Quentin-en-Yvelines 2016 - Inseguimento a squadre: 4ª
Saint-Quentin-en-Yvelines 2016 - Americana: 4ª
Berlino 2017 - Inseguimento a squadre: 4ª
Berlino 2017 - Omnium: 10ª
Berlino 2017 - Americana: 7ª
Glasgow 2018 - Inseguimento a squadre: 5ª
Glasgow 2018 - Omnium: 9ª